# Антонович, Валерий Павлович
Вале́рий Па́влович Антоно́вич (род. 1 февраля 1940, Одесса) — советский и украинский химик. Доктор химических наук (1986). Профессор (1989).

## Биография
Родившись в еврейско-украинской семье, будучи ребенком попал в гетто во время оккупации Одессы. Выжил благодаря Марии Францивне Цимблер, использовавшей свое католическое польское происхождение и подкуп для освобождения из гетто Валерия и его родной сестры. Позже Мария Францивна стала приемной матерью обоих детей, а Валерий Павлович - самым молодым членом Одесской ассоциация евреев — бывших узников гетто и нацистских концлагерей.
В 1963 г. закончил Одесский государственный университет. С тех пор работал в Физико-химическом институте им. А. В. Богатского АН УССР (Одесса). С 1986 г. заведующий отделом аналитической химии и физико-химии координационных соединений.
Летом 2020 года, после перенесенной коронавирусной инфекции, покинул научную деятельность. Умер 23 февраля 2022 года.

## Научная деятельность
Научные достижения в области аналитической химии, редких элементов, гидролиза ионов металлов, спектрофотометрии, органических аналитических реагентов, анализа природных и технических материалов.
Вместе с Василием Андреевичем Назаренко получил премию Всесоюзного Химического общества за монографию «Триоксифлуороны» (1973).
В советские времена был членом Научного совета по аналитической химии АН СССР, членом редколлегии серии монографий «Аналитические реагенты», издававшейся ГЕОХИ АН СССР. Позже в современной России стал членом зарубежного отделения Научного Совета по аналитической химии РАН.
В Украине Валерий Павлович Антонович был  членом Научного совета НАНУ по проблеме «Аналитическая химия», в течение многих лет был заместителем председателя и председателем специализированного совета по защитам докторских и кандидатских диссертаций по специальностям 02.00.01 – неорганическая химия и 02.00.02 –аналитическая химия при ФХИ НАНУ. Также был член редколлегии «Украинского химического журнала» и журнала «Методы и объекты химического анализа». За разработку методов аналитического контроля новых пленкообразующих материалов В.П.Антонович в числе других соавторов в 2008 году был удостоен Государственной премии Украины

### Монографии
- Назаренко В. А., Антонович В. П. Триоксифлуороны. — М.: Наука, 1973.
- Назаренко В. А., Антонович В. П., Невская Е. М. Гидролиз ионов металлов в разбавленных растворах. — М.: Атомиздат, 1979.
- Антонович В. П., Манджгаладзе О. В., Новосёлова М. М. Применение поверхностно-активных веществ в фотометрических методах анализа. — Тбилиси: Издание Тбилисского университета, 1983.
- Антонович В. П., Манджгаладзе О. В., Винарова Л. И., Стоянова И. В., Сербинович В. В. Современные методы определения циркония и гафния, ниобия и тантала. — Одесса: ТЭС, 2001.
- Антонович В. П., Стоянов А. О. Периодический закон, система и таблица химических элементов Д. И. Менделеева: учебное пособие для преподавателей химии вузов и средних школ. — Одесса: Астропринт, 2010.